# Падение царской власти в Древнем Риме
Падение царской власти — политический переворот в Римском царстве, который произошёл в 509 году до н. э. и привёл к изгнанию последнего римского царя Луция Тарквиния Гордого и установлению Римской республики.
Полулегендарные римские хроники утверждают, что когда царь Луций Тарквиний отправился осаждать Ардею, его сын Секст Тарквиний изнасиловал знатную и добродетельную Лукрецию. Она рассказала об этом своему отцу Спурию Лукрецию Триципитину, мужу Луцию Тарквинию Коллатину и его друзьям, а затем покончила с собой. Римская знать во главе с Луцием Юнием Брутом заручилась поддержкой римской аристократии и народа, чтобы изгнать Тарквиния Гордого и его семью и установить республику. Римская армия поддержала Брута, и царь отправился в изгнание. Несмотря на многочисленные попытки Луция Тарквиния Гордого восстановить монархию, горожане создали республику и впоследствии ежегодно избирали двух консулов для управления городом.

## Предыстория
Тарквиний был сыном пятого царя Луция Тарквиния Приска. В 535 году до нашей эры Тарквиний вместе со своей женой Туллией, одной из дочерей царя Сервия Туллия, организовал свержение и убийство последнего. Вместо него царем стал Тарквиний.
Несмотря на различные военные победы, Тарквиний стал непопулярным царем. Он отказался похоронить своего предшественника, а затем убил нескольких сенаторов, которых подозревал в том, что они остаются верными Сервию (один из них был братом Луция Юния Брута). Не посоветовавшись с Сенатом по всем вопросам управления, он уменьшил как численность Сената, так и его значимость.

## Изнасилование Лукреции
В 510 году до нашей эры Тарквиний вступил в войну с рутулами. Согласно Ливию, рутулы были в то время очень богатым народом, и Тарквиний стремился получить добычу, которая придет с победой над рутулами, чтобы отчасти успокоить гнев своих подданных.
Тарквиний безуспешно пытался взять штурмом Ардею, столицу рутулов, а затем начал обширную осаду города.
Секст Тарквиний, сын царя, был послан с военным поручением в Коллацию. Секста с большим гостеприимством приняли в особняке, где жил наместник Коллации Луций Тарквиний Коллатин и его жена Лукреция, дочь Спурия Лукреция, префекта Рима, она позаботилась о том, чтобы с сыном царя обращались так, как подобает его сану.
В одном из вариантов этой истории Секст и Луций обсуждали добродетели жен, тогда Луций вызвался разрешить спор тем, что все они поехали к нему домой, чтобы посмотреть, что делает Лукреция. Она ткала вместе со своими служанками. Затем они вернулись в лагерь.
Ночью Секст тайком вошёл в ее спальню, тихо обойдя рабов, спавших у ее двери. Лукреция проснулась, он назвал себя и предложил ей два варианта: она может подчиниться его сексуальным домогательствам и стать его женой и будущей царицей, или он убьет ее и одного из ее рабов и поместит тела вместе, а затем заявит, что поймал их за прелюбодеянием.
В альтернативной истории он вернулся из лагеря через несколько дней, чтобы забрать Коллатина на осаду Ардеи, на ночь он поселился в гостевой спальне. Затем он вошел в комнату Лукреции, когда она лежала обнаженная в своей постели, и начал промывать её живот водой, это разбудило ее.

## Восстание
На следующий день Лукреция, переодевшись в чёрную одежду, отправилась в дом своего отца в Риме и, плача упала на колени. Когда её попросили объясниться, она настояла на том, чтобы сначала вызвали свидетелей, затем Лукреция рассказала об изнасиловании и призвала к отмщению. Пока все собравшиеся спорили, Лукреция вытащила спрятанный кинжал и вонзила его себе в сердце. Она умерла на руках у отца, а присутствующие женщины причитали и плакали: 
«Эта ужасная сцена поразила римлян, которые присутствовали здесь, все они в один голос закричали, что они скорее умрут тысячью смертей, защищая свою свободу, чем потерпят такие бесчинства со стороны тиранов».
По другой версии, Лукреция вызвала в Коллацию своего отца Спурия Лукреция Триципитина, мужа Луция Тарквиния Коллатина (родственника Тарквиния Приска) и двух других граждан Рима, а именно Луция Юния Брута (внука пятого римского царя Тарквиния Приска) и другого выдающегося гражданина Публия Валерия Публиколу. Лукреция рассказала, что с ней случилось, и, полагая, что изнасилование опозорило её саму и её семью, покончила с собой ударом кинжала. Согласно легенде, Брут выхватил кинжал из груди Лукреции после её смерти и немедленно закричал, что он требует свержения Тарквиниев.
Затем родственники Лукреции собрали молодежь Коллации и отправились в Рим, где Брут, будучи в то время трибуном Целерума, созвал народ на форум и призвал его восстать против царя. Народ проголосовал за низложение царя и изгнание его семьи.
Брут созвал куриатную комицию, организацию патрицианских семей, и начал одну из наиболее известных речей Древнего Рима. Он начал с того, что показал, что он лишь притворялся дураком, чтобы Тарквинии не воспринимали его всерьёз. Он выдвинул ряд обвинений против царя и его семьи: изнасилование Лукреции, которую все могли видеть на помосте, где лежало её тело. Также он обвинял царя в тирании, принуждению плебеев к труду в канавах и канализационных трубах Рима. Брут указал, что Тарквиний Гордый пришел к власти после убийства Сервия Туллия, отца своей жены, предпоследнего царя Рима.
Брут «торжественно воззвал к богам как к Мстителям за убитых родителей». Жена царя, Туллия, находилась в Риме и, вероятно, была свидетельницей происходящего, она видела это из своего дворца, находящегося неподалёку от форума. Видя себя объектом такой враждебности, Туллия в страхе за свою жизнь покинула дворец и направилась в лагерь в Ардее.

Также Брут начал дискуссию о том, какую форму правления должен иметь Рим; выступало много ораторов (все патриции). В заключение он предложил изгнать Тарквиниев со всех территорий Рима и назначить интеррекс (орган, состоящий из 10 человек, созывавший комиции, эти комиции должны были голосованием выбрать нового царя или новых магистратов). Они выбрали республиканскую форму правления с двумя консулами вместо царя. Это была временная мера, пока они не смогут рассмотреть детали более тщательно. Брут отказался от всех прав на трон в качестве царя. В последующие годы власть царя была разделена между различными выборными магистратами. В результате окончательного голосования курии (ещё один орган Древнего Рима, представлявший собой 30 родов на которые было разделено все население раннего Рима) утвердили временную конституцию. Спурий Лукреций был быстро избран интеррексом в качестве председателя на комициях. Он предложил Брута и Коллатина в качестве первых двух консулов, и этот выбор был одобрен куриями. Желая заручиться согласием всего населения, они провезли тело Лукреции по улицам, созывая плебеев на законное собрание на форуме. Там они услышали ещё одну речь Брута. Она начиналась так:
Поскольку Тарквиний не получил верховной власти в соответствии с обычаями и законами наших предков, но каким бы способом он её ни получил, — он пользовался ею не почетно и не по-царски, но превзошел в дерзости и беззаконии всех тиранов, которых когда-либо видел мир, мы, Патриции, собрались вместе и решили лишить его власти, что мы должны были сделать давным-давно, но делаем теперь, когда представилась благоприятная возможность. Мы собрали вас вместе, плебеи, чтобы объявить о нашем решении и затем просить вашей помощи в достижении свободы для нашей страны….
Состоялись всеобщие выборы, где была выбрана республика. Монархии пришел конец, хотя Лукреция все ещё выставлялась на форуме.
Брут, оставив Спурия Лукреция управлять городом, отправился к римской армии, стоявшей лагерем в Ардее. Царь, который был с армией, услышав о событиях в Риме покинул лагерь до прибытия Брута. Армия приняла Брута как героя, сыновья царя были изгнаны из лагеря. Тарквиний Гордый был изгнан из Рима.

## Создание Республики
Это восстание привело к изгнанию Тарквиния (после 25-летнего царствования) и его семьи и установлению Римской республики, причем Брут и Коллатин (оба кровно связанные с пятым римским царем Луцием Тарквинием Приском) стали первыми консулами.
Тарквиний и два его старших сына, Тит и Аррун, отправились в изгнание в Цере.
Согласно Ливию, первым действием Брута после изгнания Луция Тарквиния Гордого было заставить народ поклясться (Клятва Брута) никогда больше не позволять никому быть царем в Риме.
Ученые не согласны с тем, что эта клятва имела место; о ней сообщают, хотя и по-разному, Плутарх (Poplicola, 2) и Аппиан (BC 2.119).
Брут также увеличил число сенаторов до 300 человек, большей частью он выбрал новых сенаторов из числа эквитов. Новые консулы также создали новую должность rex sacrorum для выполнения религиозных обязанностей, которые ранее выполнялись царями.
Из-за отвращения римского народа к имени и семье изгнанного царя консул Тарквиний Коллатин был вынужден отказаться от должности консула и отправиться в изгнание.

## Попытка восстановить монархию
После изгнания Тарквиний предпринял ряд попыток вернуть себе трон. Сначала он послал послов в Сенат с просьбой вернуть личные вещи его семьи, захваченные во время переворота. В то время как Сенат обсуждал его просьбу, послы тайно встретились с рядом видных деятелей Рима, участвовавших в заговоре Тарквиния. В заговоре участвовали два шурина Луция Юния Брута и два его сына Тит и Тиберий. Заговор был раскрыт, а заговорщики казнены.
Хотя Сенат первоначально согласился на просьбу Тарквиния о возвращении имущества его семьи, это решение было пересмотрено и отменено после раскрытия заговора, а царская собственность была передана на разграбление римскому населению.
Затем Тарквиний попытался вернуть Рим силой оружия. Сначала он заручился поддержкой городов Вейи и Тарквиния, напомнив первым об их регулярных потерях в войне и землях для Римского государства, а последним о своих родственных связях. Армии этих двух городов во главе с Тарквинием Гордым выступили против Рима в битве у Арсийского леса. Царь командовал этрусской пехотой. Хотя результат поначалу казался неопределенным, римляне одержали победу. И Брут, и Аррунт сын Тарквиния, были убиты в бою (возможно убиты друг другом).
Еще одна попытка Тарквиния опиралась на военную поддержку Ларса Порсена, царя Клузия. Война привела к осаде Рима и, наконец, к заключению мирного договора. Однако Тарквинию не удалось достичь своей цели — вернуть себе трон.
Тарквиний и его семья покинули Клузий и нашли убежище в Тускулуме у своего зятя Октавия Мамилия. В 496 году до нашей эры Тарквиний и его сын Тит вместе с Мамилием и латинским Союзом начали войну против Рима, но потерпели поражение в битве при озере Регилл, в которой погиб Мамилий.
Впоследствии Тарквиний бежал, чтобы укрыться у Кумского тирана Аристодема, Тарквиний умер там в 495 году до нашей эры.